# Floriano Vanzo
Floriano Vanzo (Maurage, 28 april 1994) is een Belgisch voetballer die als aanvaller speelt. Hij staat onder contract bij het Roemeense CSM Politehnica Iași. Eerder speelde hij voor het Belgische AFC Tubize, Club Brugge, Waasland-Beveren en het Italiaanse Parma FC, dat hem ook uitleende aan het Sloveense ND Gorica.

## Clubcarrière
Vanzo werd in juli 2012 door het Italiaanse Parma FC weggehaald bij AFC Tubize. Een jaar later besloot Parma om hem voor een seizoen bij de Sloveense eersteklasser ND Gorica te stallen. In februari 2014 tekende Vanzo een driejarig contract bij Club Brugge.

## Statistieken
| seizoen         | club                   | land              | competitie         | wed. | goals |
| --------------- | ---------------------- | ----------------- | ------------------ | ---- | ----- |
| 2011/12         | AFC Tubize             | Vlag van België   | Exqi League        | 13   | 0     |
| 2012/13         | Parma FC               | Vlag van Italië   | Serie A            | 0    | 0     |
| 2013/14         | → ND Gorica            | Vlag van Slovenië | Prva Liga          | 4    | 0     |
| 2013/14         | Parma FC               | Vlag van Italië   | Serie A            | 0    | 0     |
| 2014/15         | Club Brugge            | Vlag van België   | Jupiler Pro League | 0    | 0     |
| 2014/15         | Waasland-Beveren       | Vlag van België   | Jupiler Pro League | 6    | 0     |
| 2015/16         | Waasland-Beveren       | Vlag van België   | Jupiler Pro League | 33   | 2     |
| 2016/17         | Waasland-Beveren       | Vlag van België   | Jupiler Pro League | 13   | 0     |
| 2017/18         | Waasland-Beveren       | Vlag van België   | Jupiler Pro League | 7    | 2     |
| 2018/19         | Waasland-Beveren       | Vlag van België   | Jupiler Pro League | 22   | 4     |
| 2019/20         | Royal Excelsior Virton | Vlag van België   | Proximus League    | 9    | 0     |
| 2020/21         | CSM Politehnica Iași   | Vlag van Roemenië | Liga 1             | 13   | 0     |
| Carrière totaal | Carrière totaal        | Carrière totaal   | Carrière totaal    | 120  | 8     |

Bijgewerkt t/m 29 januari 2021